# Ribbon (wodospad)
Ribbon – wodospad w Stanach Zjednoczonych, w stanie Kalifornia. Jego wysokość wynosi 491 m, co czyni go najwyższym w Stanach Zjednoczonych wodospadem o jednej strudze. Znajduje się on na terenie Doliny Yosemite i jest jedną z atrakcji turystycznych Parku Narodowego Yosemite. Inne nazwy wodospadu to: Lung-yo to-co-ya, Pigeon Creek Fall oraz Virgins Tears.